# تیم ملی فوتبال ساموآ
تیم ملی فوتبال ساموآ نمایندهٔ کشور ساموآ در مسابقات بین‌المللی است که زیر نظر فدراسیون فوتبال ساموآ فعالیت می‌کند.
اولین بازی رسمی این تیم در تاریخ ۲۲ اوت ۱۹۷۹ میلادی در برابر تیم ملی فوتبال فیجی برگزار شده‌است.